# Saint-Jean-de-Livet
Saint-Jean-de-Livet ist eine französische Gemeinde mit 238 Einwohnern (Stand 1. Januar 2022) im Département Calvados in der Region Normandie. Sie gehört zum Kanton Mézidon Vallée d’Auge und zum Arrondissement Lisieux. 
Nachbargemeinden sind Saint-Martin-de-la-Lieue im Nordwesten, Glos und Le Mesnil-Guillaume im Nordosten, Saint-Martin-de-Mailloc im Osten, Prêtreville im Südosten und Saint-Germain-de-Livet im Südwesten.

## Bevölkerungsentwicklung
| Jahr      | 1962 | 1968 | 1975 | 1982 | 1990 | 1999 | 2008 | 2015 |
| --------- | ---- | ---- | ---- | ---- | ---- | ---- | ---- | ---- |
| Einwohner | 139  | 96   | 108  | 215  | 231  | 233  | 198  | 197  |

## Sehenswürdigkeiten
- Kirche Saint-Jean, seit 1968 als Monument historique ausgewiesen

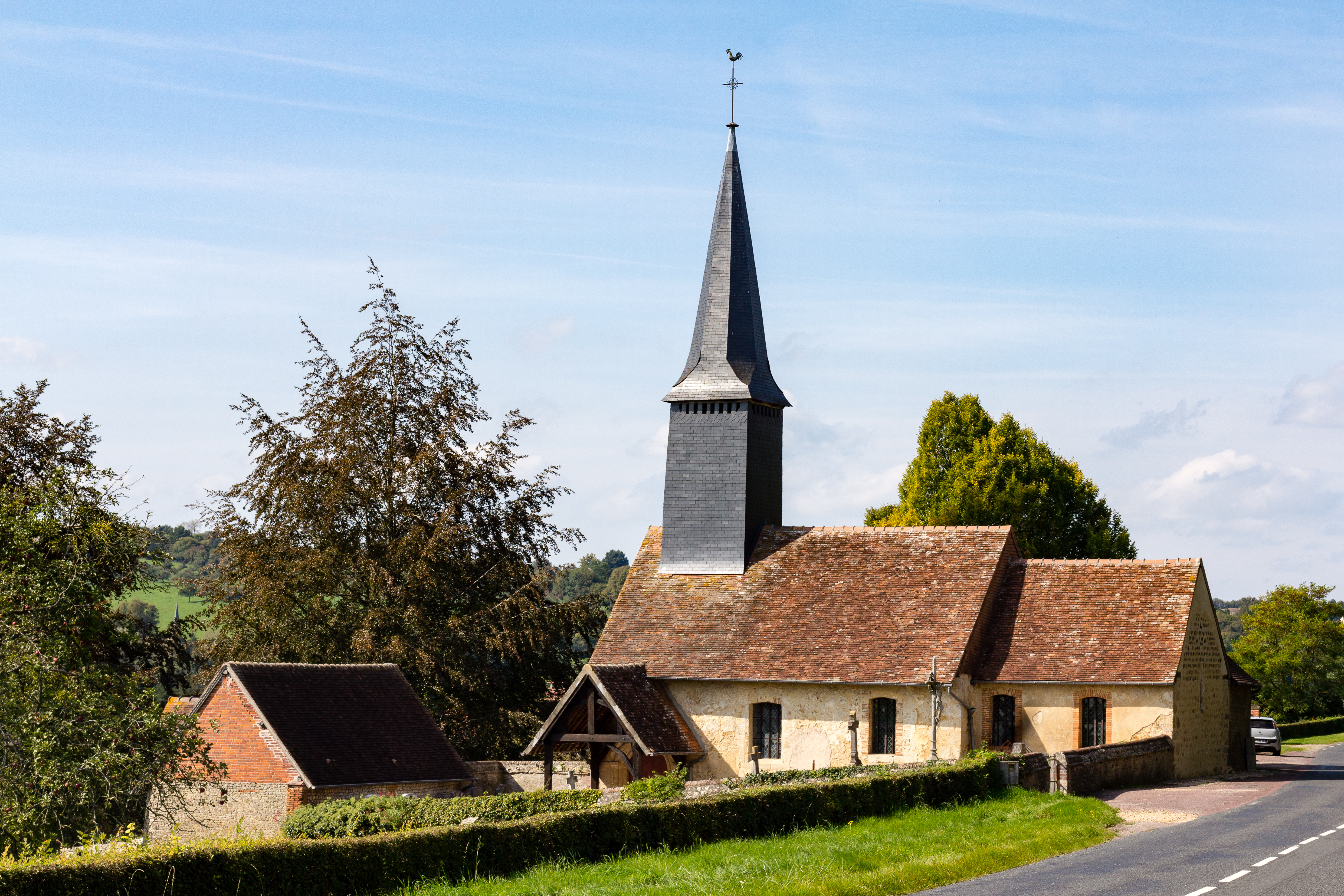
Kirche Saint-Jean